# 上杉志朗
上杉 志朗（うえすぎ しろう、1965年11月 - ）は、日本の経営情報学者、松山大学教授。元松山短期大学学長。京都府出身。大阪大学博士(国際公共政策)、ハーバード大学修士MPA。専門は経営情報学、情報社会学。特に電子商取引と情報デザイン、社会情報学とソーシャルビジネスを主たる研究領域としている。
研究の方向は、営利組織および非営利組織における情報技術の有効利用について政策科学的手法によって分析している。NPO（非営利組織）マネジメント論等の講義も担当。
2001年大阪大学大学院国際公共政策研究科博士後期課程修了後、松山大学専任講師、助教授、准教授を経て教授。2015年４月ー2018年３月松山短期大学学長。1998年と2004年から2005年にかけてオーストラリア国立大学において客員研究員。日本NPO学会理事（2001年 - 2005年）日本情報経営学会理事（第10期ー）。
所属学会:IEEE（米国）(SSIT Japan Vice-Chair)、日本情報経営学会、日本NPO学会、電子情報通信学会、社会情報学会、経営情報学会、International Telecommunication Society（ITS）（米国）、AIS(Association for Information System)(米国)、 オーストラリア学会、The Japan Studies Association of Australia（JSAA）（オーストラリア）。

## 略歴
京都府立向陽高等学校を経て、大阪大学経済学部の中谷巌ゼミ真田英彦ゼミ在学中の1987年に文部省学生国際交流制度により、オーストラリア国立大学(ANU )へ留学。当初、聴講生として、経済学部科目を聴講しながら、キャンベラ大学においてELICOS修了。その後は経済学部の正科生として、ピーター・ドライスデール（英語: Peter Drysdale ）、Colin R. McKenzieに師事。
1989年に大学卒業後は、東京銀行に入社し、本店営業部業務課において、Performance Bondはじめ銀行保証の発行記帳業務に従事したことを皮切りに、外国為替課において、輸出信用状(LC)付手形買取のLCチェッカー、営業第一部市場課における為替資金カスタマーディーラーとして勤務。
1992年外務省経済協力局国際機構課に研究調査員として出向。OECDのDAC（開発援助委員会）におけるFA/WP(Working Party of Financial Aspect)およびOECD開発センターを担当。1992年に日本国際問題研究所において開催されたグッド・ガバナンス会議では、当時FASID（国際開発高等教育機構）に在籍中であった徳川家広氏と、事務局において会議構成を担当。橋本審議官（当時）の演説原稿を作成。1994年にコロンボ（スリランカ）で開催されたOECD開発センターとコロンボ・プランとの合同コンファレンスでは、深作喜一郎OECD開発センター主任研究員らと協力して「南南協力（South-South Cooperation）」の概念と名称を復活させ、服部則夫審議官（当時）の演説として表明された。
1994年に2年間の出向を終えてからは、東京銀行において新規取引先開拓の営業担当として日比谷支店と新橋支店において2年間従事した。
その後、合併後の東京三菱銀行の企業派遣留学にて1996年に米国ハーバード大学ケネディ・スクール（Harvard Kennedy School）修士課程に留学し、ピッパ・ノリス（英語: Pippa Norris）、ジェイ・ローゼンガード(Jay Rosengard)に師事。修士研究論文（Reading & Research）はRosengard博士の指導による"Microfinace Securitization"である。
1998年融資企画部を最後に東京三菱銀行を退職し、1999年大阪大学大学院国際公共政策研究科博士後期課程に入学。グロービス・マネジメント・スクールや神戸市外国語大学第２部において非常勤講師(日本経済論)を勤めながら2001年に博士課程を修了、大阪大学博士（国際公共政策）を取得する。
2007年2月には、国立情報学研究所の岡田仁志准教授らと共に、台湾の国立中山大学、実践大学、財団法人資訊工業策進会、中華経済研究院との合同国際会議"International Congress on IT enabled Services"を企画し、中村時広松山市長（当時）を基調講演者に迎え、台北の実践大学にて開催。2008年には、国立情報学研究所国際高等セミナーハウスにおいて第二回が開催された。成果物は「Journal of Informatics and Regional Studies Vol.1 No.1」（ISSN1883-5104, Center for E-Business Studies, Uesugi Laboratory, Matsuyama University刊）にまとめられている。その後、IT enabled Servicesをテーマに、IEEEとIPSJが共催したSymposium on Application and the Internet (略称SAINT)においてWorkshopが2011年まで毎年開催された。
末松安晴元東京工業大学学長は父の母方（祖母方）の再従兄、末松玄六名古屋大学名誉教授は父の母方（祖母方）の従伯父。

## 著作

### 著書
- 『情報社会と倫理』学際的研究国際ネットワーク（2020）ISBN 978–4-9911418-0-5
- 『これからのICT』[松山大学研究叢書第37巻] SPC社 (2002) ISBN 4-89983-041-6.

### 編著書
- 『IT-Enabled Services』Springer Vienna　ISBN 978-3-7091-1425-4　(2013)　2014年社会情報学会　優秀文献賞　受賞

#### 共著
- 「The Technology Acceptance Model: A “Localized” Version to Predict Purchasing Behavior in Internet Shopping」Kanokwan Atchariyachanvanich (Matsuyama University, Japan), Hitoshi Okada (National Institute of Informatics, Japan), and Shiro Uesugi (Matsuyama University, Japan) Kishor Vaidya編『Inter-Organizational Information Systems and Business Management: Theories for Researchers』 (pages 234-250)ISBN 9781609607685（2012）
- 「電力線通信の経済学」『電力線通信システム』（片山正昭監修）トリケップス社 (2002).
- 「NPO活動と地域通貨」『NPO研究2001』（日本NPO学会編）日本評論社 (2001).

### 論文
- 国立情報学研究所収録論文 国立情報学研究所.2010.05.17閲覧。

#### 単著
- "Effects of Personality Traits on Usage of Social Networking Services." Proc. of 2011 International Conference on Advances in Social Networks Analysis and Mining (ASONAM), July 25-27, 2011, Kaohsiung, Taiwan, pp.629-634, 10.1109/ASONAM.2011.38, ISBN 978-1-61284-758-0, IEEE, 2011.
- "A Case Study of DIY ICT," info, Vol.10, No.4, 2008, pp.46-60, ISSN 1463-6697.
- "Consideration about Successful Introduction of Smartcard: A Comparative Case Study of IC Card Business in Shikoku" Journal of Entrepreneurship Research, June 2007, Vol.2, No.2, p. 95-126, ISSN 1993-7504.
- 「Alice Springs School of Air における遠隔教育のマルティメディア化の展開について」『電子情報通信学会技術研究報告』ISEC2005-93, OIS2005-56,　情報セキュリティ, Vol.105 No.395, pp.25-31, 電子情報通信学会 (2005.11).
- "Where is the "Happiness" in the Internet? - "Cyberized and Civilized" "Convenient and Conventional" - Proceedings of the Trilateral Seminar on Science, Society and the Internet, pp.207-213, NSF/JSPS/NSFC, (2004)
- "E-Business for Depopulated Areas: Why not "Re-bundle" Local Loops?" 2004 Symposium on Application and the Internet Workshop, pp.90-95, IEEE, (2004,01).
- 「電子地域通貨」『オフィス・オートメーション』,Vol.24 No.2,pp29-34, (2003,07).
- "An insight for Consequences of E-Business: Possible Case of Cross Border Trading without Using Hard Currency" 2003 Symposium on Application and the Internet Workshop, pp.139-142, IEEE, (2003,01).
- 「SOHOとしてみた地方商店街の情報化に関する調査について : 愛媛県松山市の例から」,情報処理学会研究報告. ICS, 知能と複雑系, Vol. 2002 Num. 71 pp.39-44, (2002.07) .
- 「インターネットを利用したボランティア参加活性化の仕組み『タイムダラー』の例から」『2000年情報学シンポジウム』日本学術会議,pp.9-16,(2000).
- 「開発におけるマイクロファイナンスと資産流動化」『国際公共政策研究』第4巻第2号,pp.153-173,(2000).
- 「マイクロデシック・ネットワーク」『大阪大学経済学』第49巻第3･4号,pp.27-42,(2000).

#### 共著
- Shiro Uesugi, Masashi Ueda, Yoshikazu Ujikane, "An Identification Management Framework for IT-enabled Services and e-Government: A Consideration of the Case of Japan." Applied Mechanics and Materials Vols. 135-136, pp 222-230, (2012).
- 高須賀智也・上杉志朗「仮想空間におけるライフログに関する一考察　～ プライバシー保護の観点から ～」『電子情報通信学会技術研究報告』,Vol. 110 No.450, LOIS2010-82, pp.101-106, 電子情報通信学会(2011.3.4)
- 藤原葉平・上杉志朗「産直ビジネスにおけるライフログ活用に関する考察　～ 『内子フレッシュパークからり』を事例として ～」『電子情報通信学会技術研究報告』, Vol. 110 No.450, LOIS2010-73, pp.49-54, 電子情報通信学会(2011.3.3)
- 上杉志朗・岡田仁志・佐々木桐子「指静脈認証を用いた学生出席管理システムとICカードを用いた学生出席管理システムの受容態度の比較研究－新潟国際情報大学の事例－」『電子情報通信学会技術研究報告』,Vol. 110 No.231 pp.1-6, 電子情報通信学会(2010.10.15).
- Shiro Uesugi, Hitoshi Okada, Toko Sasaki, "The Impact of Personality on Acceptance of Privacy-sensitive Technologies: A Comparative Study of RFID and Finger Vein Authentication Systems" Proceedings of the 2010 IEEE International Symposium on Technology and Society (ISTAS 2010) - Social Implications of Emerging Technologies -, Wollongong, June 7-9, 2010, pp.111-122, ISBN 978-1-4244-7775-3, IEEE Catalog Number: CFP10SIT-CDR, 2010.
- 上杉志朗・岡田仁志・佐々木桐子「指静脈認証を用いた学生出席管理システムとICカードを用いた学生出席管理システムの受容態度の比較研究―松山大学の事例―」『電子情報通信学会技術研究報告』, Vol. 109 Num. 450 pp.19-24, 電子情報通信学会(2010.03) .
- Shiro Uesugi, Hitoshi Okada, "A Case Study from ICT Experimental Project in Rural Japan" Proc. of The ITS Europe Regional Conference 2007, International Telecommunications Society, 2007.
- Jenny Corbett, Shiro Uesugi, "Do Electric Financial Services within APEC Need a New Policy Approach?" in Proc. ITS Africa-Asia-Australia Regional Conference 2005, SessionVI-1, International Telecommunications Society (ITS), (2005)
- 木村映善・上杉志朗・大西雅人・立石憲彦・石原謙「自律分散照合環境とVPNの組み合わせによるセキュアな情報交換とポリシーマッチングを実現する診療情報ネットワーク構築の提案」『電子情報通信学会論文誌D-1』Vol.J85-D-I No.7,pp.603-613,電子情報通信学会,(2002).
- Takeshi Shinohara, Hidehiko Sanada, Shiro Uesugi "Microdesic Network as the basis for WLL" Proc. Telecom Africa 2001, pp.SH1-11, International Telecom Union (ITU), (2001).
- 上杉志朗・岡田仁志「米国におけるサイバー倫理教育」『電子情報通信学会技術研究報告』FACE, 情報文化と倫理, Vol. 101 Num. 95 pp.5-10 電子情報通信学会(2001.05) .
- 上杉志朗・真田英彦「地域通貨システムの電子化とボランティアの活性化について」『電子情報通信学会技術研究報告』FACE, 情報文化と倫理, Vol. 100 Num. 708 pp.1-6 電子情報通信学会(2001.03) .
- 上杉志朗・水谷直樹・真田英彦・篠原健「次世代オフィスにおける生産システム: 超分散型ネットワークを利用した経営情報・生産システムに関する考察」,『電子情報通信学会技術研究報告』. OFS, オフィスシステム, Vol. 100 Num. 280 pp.29-36 電子情報通信学会(2000.09)
- Shiro Uesugi, Mizutani Naoki, Shinohara Takeshi, Sanada Hidehiko "Microdesic Network" Proc. INFORMS-KORMS Seoul 2000, pp.1438-1446,(2000).
- 水谷直樹・上杉志朗・真田英彦・篠原健 「マイクロデシックネットワークの特性分析 : 自律分散型無線ネットワークの実現性について」『電子情報通信学会技術研究報告』OFS, オフィスシステム, Vol. 99 Num. 596 pp.15-20 電子情報通信学会(2000.01).
- 真田英彦・篠原健・水谷直樹・上杉志朗「これからの地域情報ネットワーク：マイクロデシック・ネットワークの構想」『電子情報通信学会技術研究報告』 FACE, 情報文化と倫理, Vol. 99 Num. 239 pp.7-12 電子情報通信学会 (1999.07).
- 水谷直樹・上杉志朗・真田英彦・篠原健「マイクロデシック・ネットワークの特性分析:シミュレーションによる負荷特性評価」『情報処理学会研究報告』. OFS, オフィスシステム, Vol. 99 Num. 224 pp.17-22,電子情報通信学会(1999.07).
- 上杉志朗・真田英彦・篠原健「マイクロデシック・ネットワークの経済性に関する一考察」『電子情報通信学会技術研究報告』OFS, オフィスシステム, Vol. 99 Num. 69 pp.23-30 電子情報通信学会(1999.05) .
- 篠原健・上杉志朗・真田英彦「マイクロデシックネットワーク：21世紀のコミュニティネットワーク」,『電子情報通信学会技術研究報告』. OFS, オフィスシステム, Vol. 99 Num. 69 pp.17-22 電子情報通信学会(1999.05).

### その他論文・著作
- 「IT時代からICT時代への変革を生き残る－　オーストラリアでみたデジタル・デバイドへの対処方法　－」『調査月報IRC』2006/6 No.216, pp24-33, (2006).
- 「愛媛における新しい社会システム構築の動き」『調査研究情報誌ECPR』winter 2003 No.9, pp20-28, (2003).
- 「21世紀的NPO活動を考える」『調査月報IRC』2003/2 No.176, pp24-33, (2003).
- 「NPOとまちづくり」『松山大学：まちづくり学②』高等教育情報化推進協議会, (2003).
- 「タイムダラー：地域の信頼の通貨」『地域支え合いのきっかけづくり：地域通貨』pp.83-87,（財）さわやか福祉財団編集・監修・愛媛県発行,(2000).
- 上杉志朗訳 李淳著「ネットワーク・コンバージェンスと電気通信政策」（原著　Chun, Roy Lee, "Network Convergence and Electronic Communications Regulatory Policy" 電子情報通信学会技術研究報告書, vol. 105, no. 319, SITE2005-41, pp. 1-6, 2005年10月）松山大学地域研究ジャーナル第16号(2006年3月発行)